# 朝鮮の科挙
朝鮮の科挙（ちょうせんのかきょ）では、朝鮮における科挙について説明する。

## 科挙制度の導入
788年新羅元聖王の時に唐の影響で読書三品科を設置して科挙を導入したが、新羅の身分制度である骨品制の維持のため官吏抜擢には限界があった。

## 高麗時代の科挙
高麗の建国勢力は、新羅下代から後三国時代に形成された地域有力家である豪族たちであり、高麗建国以後に貴族になった。既に高麗の太祖の時期から、貴族は王権に対する強力な挑戦者だった。
本格的な科挙の導入は高麗の光宗の時期に成り立った。光宗は貴族たちに対する牽制のために科挙を導入したが、結局、高位貴族の子息たちを科挙なしに官吏に登用する蔭叙を並行するようになった。高麗末に性理学が伝来されて、新進士大夫によって儒教的理想による政治の実現が強調され、すべての官吏を科挙を通じて選抜しようという主張が激しくなった。
高麗の科挙は、製述業、明経業、雑業に分けられる。製述科は文学的才能と政策などを試験して、明経科は儒教経典に対する理解能力を試験して文臣を選んだ。雑科は法律、会計、地理など実用技術学を試験して技術官を選んだ。法制では良民以上は誰でも試験に応試することができたが、実際に製述科と明経科に応試する人は主に貴族と郷吏の子弟だったし、農民は主に雑科に応試した。
このような科挙は高麗社会が以前の古代社会よりも能力を重視する社会だったことを意味する。一方、科挙を通じないで官吏になれる制度である蔭叙で官吏になった者が科挙を通じて官吏になった者より多かったという事実から、高麗の官僚体系が貴族的特性を持っていたことが分かる。
高麗は恭愍王の時まで武科を施行しなかった。

## 李氏朝鮮時代の科挙
李氏朝鮮の科挙試験の種類には、文科、武科、雑科があった。初期のすべての合格者に白牌という証明書を支給したが、後に文科合格者と区別するために文科合格者には紅牌を支給した。
文科は3年ごとに行う定期試である式年試と、非定期試である増広試、別試、謁聖試などがあった。文科は初試、覆試、殿試の順で、初試で各道の人口比例に合わせて選び、覆試で33人を選抜して、王前で行う殿試で順位を決めた。
科挙は良民以上なら誰でも応試が可能だった。しかし、文科では貪官汚吏の子弟や再嫁した女子の息子そして庶孽の応試を禁じた。清要職には文科合格者だけが任用が可能だったが、庶孽たちは正祖の時に訴請運動を通じて一部奎章閣検書官に登用された。

## 科挙の弊端
科挙に対する弊端は李氏朝鮮中期以後に持続的に挙論された。
まず科挙を行う場所と応試者の数が問題になった。李氏朝鮮後期の北学派の学者だった朴趾源は自身の文「賀北隣科」（『燕巌集巻之五』所収）で「科挙場に入ろうとする応試する人だけで数万人になり、科挙場に入って行く時からお互いに押しのけて踏み付けて、たまらなくてけがをする人々が多かった」と記録している。また数万名の答案を三四人の官吏が採点したので、遅く提出する人の答案は事実上埋もれてしまった。そして課題を早く確認して素早く答を書き出すために、三四人が組を組んで戦争するように科挙試験に応じたと言う。先に下人たちが体当りを辞さず良い席を確保すれば（先接クン）、良い文章で作文する人が文を作って、一緒に来た代筆家が字を書いて提出する場合が多くあった。事実上代理試験が盛行したのだった。
地方配分も大きい問題の種の一つだった。西北（黄海道及び平安道地域）に対する差別は、洪景来の乱が起きた原因の一つに指目される。